# Ukk
Ukk község Veszprém vármegyében, a Sümegi járásban. Az 1950-es megyerendezésig Zala vármegyéhez tartozott.

## Fekvése
A Marcal-medence déli részén fekszik, a Marcal folyó jobb (keleti) parti oldalán.
A közvetlenül határos települések: észak felől Rigács és Zalameggyes, északkelet felől Hosztót, kelet felől Csabrendek, dél felől Zalagyömörő, délnyugat felől pedig Gógánfa. Északnyugat felől a legközelebbi település Megyer, de a közigazgatási területeik – bő fél kilométer híján – nem érintkeznek.

### Megközelítése
Közúton a 84-es főúton érhető el a legkönnyebben, központján a főútból kiágazó 7337-es út halad végig, és érinti a település határát a Zalagyömörő-Gógánfa között húzódó 7329-es út is. Rigáccsal a 73 172-es számú mellékút köti össze.
Vonattal a Bajánsenye–Zalaegerszeg–Ukk–Boba-, valamint a Balatonszentgyörgy–Tapolca–Ukk-vasútvonalon lehet eljutni a településre. Ukk vasútállomás a faluközponttól nyugatra található, közúti megközelítését a 7337-esből kiágazó 73 327-es számú mellékút teszi lehetővé.

## Története
Oklevélen először 1268-ban említik, Terra Vck néven. Később 1272-ben Possessio Vg, 1474-ben Wk, ezután pedig Uk alakban jegyezték fel. A kora középkorban Uggyemerev (Ukkgyömörő) néven is összeírták.
A török kiűzéséig jelentéktelen pusztaként tartották számon. Korai birtokosa az Ukky család volt. Ukky Jánost 1625-ben küldték a Rába mellé. Az Ukkyak után a Gyömörey és a szentgyörgyi Horváth családok birtokolták. 1400 és 1700 között a népesség keveset növekedett. 1715-ben is csak két jobbágy lakott itt a családjával. Az 1830-as években lecsapolták a Bertin (vagy Bertén) tavat, aminek következtében a környék népessége ugrásszerűen megnőtt. A 19. század elején már 500-an lakták a települést. A lakosság főbb tevékenysége a földművelés és az állattenyésztés volt, ami azóta is megmaradt. Jegyzőséget 1890 környékén kapott, postahivatala is nagyjából akkor létesült.
1933-tól vezetékes vízhálózattal rendelkezik, 1945 után milliókat költöttek a település korszerűsítésére. 1909-ben építették újjá a falu plébániáját, ami a 16. század során, a török hódoltság alatt pusztult el. Temploma a 18. században épült. A település már 1928-ban körorvosi és kerületi állatorvosi székhely volt. Gyógyszertára az 1929-es év során épült. 1949-ben alakult itt meg az Új Élet Termelőszövetkezet Gyömörey Sándor egykori birtokán. A termelőszövetkezet 1969-ig önállóan működött, de 1970-ben egyesült a gógánfai, majd 1983-ban a sümegi termelőszövetkezettel.
A rendszerváltás óta újra körjegyzőségi székhely. 2009. január 1-jén 298, 2015. január 1-jén pedig 325 lakosa volt.

## Közélete

### Polgármesterei
- 1990–1994: Bella István (FKgP)[6]
- 1994–1998: Bella István (független)[7]
- 1998–2002: Szita Zoltán (független)[8]
- 2002–2006: Szita Zoltán (független)[9]
- 2006–2010: Szita Zoltán (független)[10]
- 2010–2014: Komendánt Irén (független)[11]
- 2014–2019: Komendánt Irén (független)[12]
- 2019–2024: Torsa Gergely (független)[13]
- 2024– : Torsa Gergely (független)[1]

## Népesség
A település népességének változása:
| Lakosok száma | 322  | 325  | 325  | 280  | 289  | 284  | 277  |
|               | 2013 | 2014 | 2015 | 2021 | 2022 | 2023 | 2024 |

A 2011-es népszámlálás során a lakosok 86,7%-a magyarnak, 1,8% németnek, 9,1% cigánynak, 0,3% románnak mondta magát (13,3% nem nyilatkozott; a kettős identitások miatt a végösszeg nagyobb lehet 100%-nál). A vallási megoszlás a következő volt: római katolikus 69,5%, református 2,4%, evangélikus 0,3%, felekezeten kívüli 2,7% (23,9% nem nyilatkozott).
2022-ben a lakosság 88,2%-a vallotta magát magyarnak, 2,8% cigánynak, 2,1% németnek, 2,4% egyéb, nem hazai nemzetiségűnek (10,7% nem nyilatkozott; a kettős identitások miatt a végösszeg nagyobb lehet 100%-nál). Vallásuk szerint 55,7% volt római katolikus, 3,8% református, 0,7% evangélikus, 0,7% egyéb keresztény, 1,7% egyéb katolikus, 3,8% felekezeten kívüli (33,6% nem válaszolt).

## Sport
A településnek egy megyei harmadosztályú labdarúgócsapata van. Hivatalos nevén Ükki Tömegsport Egyesület. Az egyesület képviselője Szita Zoltán.

## Nevezetességei
- A templomkertben található Ukk első világháborús emlékműve, fekete márványlapján a következő felirattal: „A hazáért áldozták életüket. 1914-1918. Biczó Orbán, Csőbör Gábor, Farkas János, Gerecs Lőrinc, György Lajos, Kiss Kálmán, Lévai János, Lukonics Gyula, Németh István, Piszker Károly, Pörnyeszi Ferenc, Somogyi Lajos, Szita János, Szita István, Szita József, Kovács Dezső, Horváth János. 1939-1945. Baracskay Lajos, Bella István, Dancs János, Darabos János, Domján László, Erdős Antal, Kardos Lajos, Körmendi Imre, Móri Gyula, Nagy János, Németh János, Oláh István, Piszker Ferenc, Pörnyeszi József, Szita Károly, Tajnai József, Horváth Imre 1991. Csak az hal meg akit elfelejtenek. Zsupányi Károly, Pörnyeczi József.”[18]
- A temetőben található tölvári és gyömörei Gyömörei János huszár őrnagy, 1848-as honvéd tűzmester szürke márvány síremléke.[18]
- Gyömörey-kastély[19]

## Híres emberek
- Itt született Rákosi Viktor író, újságíró, humorista 1860-ban.
- Bulla Elma színésznő évtizedeken át Ukkon, a Szalai-kúriában töltötte szabadidejét.
- Itt született Krausz Sámuel izraelita tanítóintézeti tanár, történész, nyelvész, hebraista 1866-ban.
- Itt született 1931-ben Németh Aladár Munkácsy Mihály-díjas iparművész.